# Decimus Junius Brutus Albinus
Decimus Junius Brutus Albinus (27. april 81 f.Kr. – september 43 f.Kr.) var en romersk general og politiker fra den sene republikanske periode og en af lederne bag sammensværgelsen til at myrde Julius Cæsars. Han havde tidligere været en vigtig tilhænger af Cæsar i de galliske krige og i borgerkrigen mod Pompejus. Decimus Brutus bliver ofte forvekslet med sin fjerne fætter og medsammensvorne, Marcus Junius Brutus.

## Biografi
Decimus var sandsynligvis søn af den romerske senator og konsul (i 77 f.Kr.) Decimus Junius Brutus og hans berygtede hustru Sempronia, som var en af deltagerne i Catilinas sammensværgelse i 63 f.Kr. Hans fødselsdag har sandsynligvis været den 27. april, og han blev sandsynligvis født i år 81 f.Kr., måske lidt tidligere. Decimus kom fra en fremtrædende familie: hans far, bedstefar og oldefar havde alle været konsuler, og hans mor nedstammede sandsynligvis fra Gajus Gracchus, den skæbnesvangre folkelige reformator. Han blev også adopteret af en patricier ved navn Postumius Albinus – et af de sidste medlemmer af det gamle adelshus, som bar det navn. Selvom nogle antikke kilder følgelig omtaler Decimus som 'Albinus', og navnet også forekommer på nogle mønter, som han selv prægede, synes Decimus ikke at have ændret sit navn for at afspejle adoptionen, hvilket ellers var kutymen. Hans samtidige fortsatte med at henvise til ham ved sit fødselsnavn – selv i officielle sammenhænge.
Ved flere lejligheder udtrykte Julius Cæsar, at han elskede Decimus Brutus som en søn. Syme hævdede, at hvis én Brutus var Cæsars naturlige søn, var Decimus mere sandsynlig end Marcus Brutus. Decimus blev udnævnt til arving i anden grad i Cæsars testamente og blev udpeget til at blive værge for ethvert barn Cæsar ville få. Den romerske historiker Appian fortolkede dette som værende en adoption af Decimus af Cæsar.
Decimus Brutus tilbragte sin ungdom hovedsageligt i selskab med Publius Clodius Pulcher, Gajus Scribonius Curio og Marcus Antonius.

### Under krigene
Han tjente i Cæsars hær under de galliske krige og fik kommandoen over flåden i krigen mod Veneti i 56 f.Kr. I et afgørende søslag lykkedes det Decimus Brutus at ødelægge Venetis' flåde. Han tjente også mod Vercingetorix i 52 f.Kr.
Da den Cæsars borgerkrig udbrød, tog Decimus Brutus side med sin kommandant, Cæsar, og blev endnu en gang betroet flåden. Historikeren Richard Billows hævdede, at Cæsar elskede Decimus Brutus næsten som en søn. I 50 f.Kr. giftede han sig med Paula Valeria, søster til Gajus Valerius Triarius, en ven af Cicero, som senere kæmpede sammen med Pompejus ved Farsalos.
Den græske by Massilia (nutidens Marseille) tog side med Pompejus den Stores, og Cæsar – der skyndte sig at nå Hispania og afskar Pompejus fra sine legioner – efterlod Decimus Brutus ansvarlig for flådeblokaden af Massilia. Inden for tredive dage byggede Decimus Brutus en flåde fra bunden, besejrede den Massilianske flåde to gange og sikrede sammen med Gajus Trebonius (som ledede belejringen) Massilias kapitulation.

### Idus Martiae og dens eftervirkninger
Da Cæsar vendte tilbage til Rom som diktator efter det endelige nederlag til den konservative fraktion i slaget ved Munda (45 f.Kr.), sluttede Marcus Brutus sig til sammensværgelsen mod Cæsar, efter at være blevet overbevist af Cassius og Decimus. I 44 f.Kr. blev Decimus gjort til Praetor Peregrinus ved personlig udnævnelse af Cæsar og blev udpeget til at være guvernør i Cisalpine Gallien i det følgende år.
På Idus Martiae (15. marts) besluttede Cæsar ikke at deltage i senatsmødet i Pompejus' Teater på grund af sin kones bekymringer. Han blev overtalt til at deltage af Decimus Brutus, som eskorterede ham til senatshuset. Efter at Cæsar blev angrebet af den første snigmorder, angreb Servilius Casca, Decimus og resten af de sammensvorne ham og dræbte ham. I alt modtog Cæsar cirka 23 knivstik.
Morderne modtog amnesti dagen efter, hvilket blev udstedet af Senatet på foranledning af Marcus Antonius, Cæsars medkonsul. Men situationen var ikke fredelig; Roms befolkning og Cæsars legionærer ønskede at se de sammensvorne straffet. De sammensvorne besluttede sig for at holde lav profil, og Decimus brugte sit kontor som prætor Peregrinus til at holde sig væk fra Rom. Decimus blev udnævnt til arving i Cæsars testamente.

### Aktivitet i Gallia Cisalpina
Forsoningsklimaet gik hurtigt over, og langsomt begyndte de sammensvorne at mærke konsekvenser af attentatet. Allerede i marts 44 f.Kr. fandt Decimus Brutus sin (tidligere) tildeling af provinsen Cisalpine Gallien omgjort af Antonius. Ikke desto mindre ledte Decimus Brutus i efteråret en kampagne mod lokale stammer i denne provins, som Cæsar tidligere havde tildelt ham som propraetor. Han blev beordret af Senatet til at overgive sin provins til Antonius, men han nægtede – en provokationshandling, som Antonius kun var alt for glad for at reagere på. At besejre Decimus Brutus var en måde for Antonius at genvinde sin magt og få kontrol over det strategisk vigtige italienske Gallien; mens Cicero omvendt opfordrede førstnævnte til at ødelægge Antonius.
I 43 f.Kr. besatte Decimus Brutus Mutina. Antonius blokerede Decimus Brutus' styrker, med det formål at udsulte dem.
Ikke desto mindre marcherede årets konsuler, Aulus Hirtius og Gajus Pansa, nordpå for at hæve belejringen. Ledet af Cicero var Senatet tilbøjelig til at se Marcus Antonius som en fjende. Cæsar Octavian – den 19-årige arving efter Cæsar, som allerede var blevet hævet til rang af propraetor – ledsagede Gajus Pansa nordpå. Den første konfrontation fandt sted den 14. april i slaget ved Forum Gallorum, hvor Antonius håbede at kunne håndtere sine modstandere stykkevis. Antonius besejrede styrkerne fra Gajus Pansa og Octavian, hvilket resulterede i, at Pansa led dødelige sår. Efterfølgende blev Antonius dog besejret af et overraskelsesangreb fra Hirtius. Et andet slag den 21. april ved Mutina resulterede i endnu et nederlag for Antonius samt Hirtius' død. Antonius trak sig som følge heraf tilbage.
Med belejringen opløst, takkede Decimus Brutus forsigtigt Octavian – som nu var kommandør for de legioner, der havde reddet ham, fra den anden side af floden. Octavian indikerede koldt, at han var kommet for at modsætte sig Antonius, ikke for at hjælpe Cæsars mordere. Decimus Brutus fik kommandoen til at føre krig mod Antonius, men mange af hans soldater deserterede til Octavian.

### Flugt og død
Med Ciceros støtte krydsede Decimus Brutus imidlertid Alperne for at slutte sig til Plancus i krigen mod Antonius; men da Plancus skiftede side, blev hans position uholdbar, og han blev tvunget til at flygte. Han forsøgte at nå Makedonien, hvor Marcus Junius Brutus og Cassius havde stationeret sig, men blev henrettet undervejs i midten af september af en gallisk høvding loyal over for Marcus Antonius.

### Antikke kilder
- Cicero, Epistulae ad Familiares.

### Moderne kilder
- Bondurant, Bernard C. (1907). Decimus Junius Brutus Albinus: A Historical Study (Afhandling). University of Chicago Press.
- Broughton, T. Robert S. (1952). The Magistrates of the Roman Republic Volume II: 99 B.C.–31 B.C. New York: American Philological Association.
- Cadoux, Theodore (1980). "Sallust and Sempronia".  I Bruce Marshall (red.). Vindex Humanitatis: Essays in Honour of John Huntly Bishop. Armidale: University of New England. s. 93-122. ISBN 0-85834-346-0.
- Crawford, Michael (1974). Roman Republican Coinage. Cambridge University Press.
- Duval, Georges Michel (1991). "D. Junius Brutus: mari ou fils de Sempronia?". Latomus. 50 (3): 608-615. ISSN 0023-8856. JSTOR 41536118.
- Liubimova, Olga V. (2021). "The Mother of Decimus Brutus and the Wife of Gaius Gracchus". Mnemosyne. 74 (5): 825-850. doi:10.1163/1568525X-BJA10005. S2CID 226324958.
- Münzer, Friedrich (1931), "Iunius 55a", Realencyclopädie der classischen Altertumswissenschaft, supplement V, columns 369–385.
- Shackleton Bailey, David Roy (1965-1970). Cicero's Letters to Atticus. Harvard University Press.{{cite book}}:  CS1-vedligeholdelse: Dato-format (link)
- Shackleton Bailey, D.R. (1976). Two Studies in Roman Nomenclature. Atlanta, GA: Scholars Press. ISBN 1-55540-666-1.
- Sumner, G.V. (1971). "The Lex Annalis under Caesar (Continued)". Phoenix. 25 (4): 357-371. doi:10.2307/1088064. JSTOR 1088064.
- Syme, Ronald (1960). "Bastards in the Roman Aristocracy". Proceedings of the American Philosophical Society. 104 (3): 323-327. JSTOR 985248.
- Syme, Ronald (1980). "No Son for Caesar?". Historia: Zeitschrift für Alte Geschichte. 29 (4): 422-437. JSTOR 4435732.
- Wiseman, T. P. (november 1968). "Two Friends of Clodius in Cicero's Letters". The Classical Quarterly. 18 (2): 297-302. doi:10.1017/S0009838800022138. JSTOR 638073. S2CID 170749628.